# Schitu Frumoasa
Schitu Frumoasa – wieś w Rumunii, w okręgu Bacău, w gminie Balcani. W 2011 roku liczyła 1872 mieszkańców.